# Annual Review of Physiology
Annual Review of Physiology, abgekürzt Annu. Rev. Physiol., ist eine jährlich erscheinende Fachzeitschrift, die Übersichtsartikel veröffentlicht. Die Erstausgabe erschien im März 1939. Die Zeitschrift veröffentlicht Artikel aus allen Bereichen der Physiologie, inklusive kardiovaskuläre Physiologie, Zellphysiologie, Endokrinologie, Neurophysiologie und vieler anderer Untergebiete.
Der Impact Factor des Journals lag im Jahr 2014 bei 18,51. Nach der Statistik des ISI Web of Knowledge wird das Journal mit diesem Impact Factor in der Kategorie Physiologie an zweiter Stelle von 83 Zeitschriften geführt.
Herausgeber ist David Julius (University of California, San Francisco, USA).